# Ehsan Naraghi
Ehsān Narāghi PhD (Caxã, 2 de fevereiro de 1926 – Teerã, 2 de Dezembro de 2012) foi um sociólogo e escritor iraniano.